# Itu Aba
Itu Aba (chinês: 太平島, pinyin: Tàipíng Dǎo, língua vietnamita: Đảo Ba Bình) é a maior do arquipélago conhecido como Ilhas Spratly que é formado pelo conjunto de mais de 100 ilhotas, bancos de areia e recifes . Localizada no sul do Mar da China, a ilha de forma elíptica, tem 1,4 km de comprimento e 0,4 km de largura, com cerca de meio quilômetro quadrado de área.
A ilha foi descoberta pelo navegador português Fernão Mendes Pinto em 1537, que deu ao local o nome de Ilhas dos Tavaquerro.
Politicamente, a ilha é controlada por República da China, mas a sua soberania é reivindicada pelos governos da República Popular da China, das Filipinas e Vietname.
A ilha fica a uma distância de 680 km a norte de Hong Kong, 700 km a nordeste de Kaohsiung, e Singapura está localizado 880 km a sudoeste da ilha.